# 은하영웅전설@TAKARAZUKA
『은하영웅전설@다카라즈카』(일본어: 銀河英雄伝説@TAKARAZUKA ぎんがえいゆうでんせつ アット タカラヅカ[*])는 타나카 요시키가 쓴 『은하영웅전설』을 원작으로 한 다카라즈카 가극단 뮤지컬 작품이다. 각본ㆍ연출은 코이케 슈이치로가 담당했다.

## 상연 기록
- 2012년 소라구미

다카라즈카 대극장 (8/31 - 10/8 , 신인공연 9/25), 도쿄 다카라즈카 극장 (10/19 - 11/18, 신인공연 11/1) NTT동일본ㆍ서일본 프레츠 극장. 소라구미 신 톱 콤비 오우키 카나메ㆍ미사키 리온 대극장 오히로메 공연
- 2013년 소라구미

하카타좌 (1/5 - 1/28) 전년에 이어 상연. 일부 캐스트는 변경되었다.

## 스토리
원작의 제 2권까지를 다루고 있다. 원작의 복수의 전투ㆍ사건ㆍ인물을 통합하고 있다.

## 주요 배역
| * () 안의 내용은 신인공연의 캐스트. 불명확한 점은 공백. | * () 안의 내용은 신인공연의 캐스트. 불명확한 점은 공백. | * () 안의 내용은 신인공연의 캐스트. 불명확한 점은 공백. | * () 안의 내용은 신인공연의 캐스트. 불명확한 점은 공백. |
| 역할명                                                  | 2012년 소라구미                                         | 2012년 소라구미                                         | 2013년 소라구미                                         |
| 역할명                                                  | 본공연                                                  | 신인공연                                                | 하카타좌 공연                                           |
| ------------------------------------------------------- | ------------------------------------------------------- | ------------------------------------------------------- | ------------------------------------------------------- |
| 라인하르트                                              | 오우키 카나메                                           | 소라하네 리쿠                                           | 오우키 카나메                                           |
| 힐더                                                    | 미사키 리온                                             | 카노 마리아                                             | 미사키 리온                                             |
| 오베르슈타인                                            | 유미 히로                                               | 아이즈키 히카루                                         | 나나미 히로키                                           |
| 얀 웬리                                                 | 오즈키 토마                                             | 린죠 키라                                               | 오즈키 토마                                             |
| 키르히아이스                                            | 아사카 마나토                                           | 사쿠라기 미나토                                         | 아사카 마나토                                           |
| 로이엔탈                                                | 하스미 유우야                                           | 하루세 오우키                                           | 스미키 사야토                                           |
| 안스바흐                                                | 나기나 루우미                                           | 카즈키 소라                                             | 린죠 키라                                               |
| 랩 소령                                                 | 나기나 루우미                                           |                                                         | 린죠 키라                                               |
| 미터마이어                                              | 나나미 히로키                                           | 후우마 카케루                                           | 소라하네 리쿠                                           |
| 브라운슈바이크 공작                                     | 이츠키 치히로                                           | 츠키에 쥬마                                             | 이츠키 치히로                                           |
| 리히텐라데                                              | 이소노 치히로                                           | 마츠카제 아키라                                         | 마츠카제 아키라                                         |
| 황제 프리드리히 4세 / 그린힐                            | 코토부키 츠카사                                         | 호시부키 아야토                                         | 이소노 치히로                                           |
| 베네뮌데 후작부인                                       | 미카제 마이라                                           | 세오토 리사                                             | 미카제 마이라                                           |
| 도미니크                                                | 오오미 아코                                             | 스미레노 레이                                           | 오오미 아코                                             |
| 제시카                                                  | 준야 치토세                                             | 아야카 마리                                             | 준야 치토세                                             |
| 안네로제                                                | 아이하나 치사키                                         | 레이미 우라라                                           | 아이하나 치사키                                         |
| 루빈스키                                                | 호쥬 이치                                               | 미츠키 하루카                                           | 호쥬 이치                                               |
| 마린도르프 백작                                         | 아마카제 이부키                                         | 루미 준                                                 | 호시즈키 리오                                           |
| 사비네                                                  | 하나사토 마나                                           | 아이시로 모아                                           |                                                         |
| 비텐펠트                                                | 스미키 사야토                                           | 미레이 준                                               | 후우마 카케루                                           |
| 엘리자베트                                              | 아야세 아키나                                           | 유키노 코코미                                           | 마미야 료코                                             |
| 프레데리카                                              | 스미레노 레이                                           | 세토하나 마리                                           | 세토하나 마리                                           |
| 프레겔 남작                                             | 츠키에 쥬마                                             | 호시즈키 리오                                           | 사쿠라기 미나토                                         |
| 루츠                                                    | 린죠 키라                                               | 아사오 렌                                               | 미츠키 하루카                                           |
| 글레이저 (의사)                                         | 마츠카제 아키라                                         | 미즈카 이치                                             | 호시즈키 리오                                           |
| 워렌                                                    | 아이즈키 히카루                                         | 나나오 마키                                             | 하루세 오우키                                           |
| 트뤼니히트                                              | 호시부키 아야토                                         | 루이 마키세                                             | 호시부키 아야토                                         |
| 켐프                                                    | 소라하네 리쿠                                           | 아키나 루이                                             | 나나오 마키                                             |
| 린치                                                    | 미츠키 하루카                                           | 타카시나 료                                             | 카즈키 소라                                             |
| 오프레서                                                | 후우마 카케루                                           |                                                         | 미레이 준                                               |
| 유리안                                                  | 레이미 우라라                                           | 아키네 히카루                                           | 카노 마리아                                             |
| 라인하르트 (소년시대)                                   |                                                         | 아야카 마리                                             |                                                         |
| 키르히아이스 (소년시대)                                 | 마미야 료코                                             |                                                         |                                                         |
| 안네로제 (소년시대)                                     | 세오토 리사                                             |                                                         |                                                         |

## 주요 스탭
- 각본・연출 : 코이케 슈이치로
- 작곡・편곡 : 오오타 타케시
- 안무 : 미오리 유미노, 와카오 리사, 사쿠라기 료스케, SHUN
- 장치 : 오오하시 야스히로
- 의상 : 아리무라 준
- 조명 : 카츠시바 지로
- 가창 지도 : 요 슈쿠비
- 영상 : 오쿠 슈타로
- 연주 : 다카라즈카 가극 오케스트라
- 제작 : 타니카제 무네노리